# Ametrina
La ametrina (C9H17N5S, 2-etilamino-4-isopropilamino-6-metiltio-s-trizaina) es un polvo de color blanco, cristalino, utilizado como herbicida en agricultura para controlar malezas en plantaciones de ananá (Ananas comosus), banana (Musa x paradisiaca), Citrus, cacao (Theobroma cacao), café (Coffea spp.), caña de azúcar (Saccharum officinarum), maíz (Zea mays), papa (Solanum tuberosum) y té (Camellia sinensis).
Se aplica en solución acuosa para controlar malezas persistentes o de emergencia. Se adsorbe moderadamente en el suelo, con una vida media de hasta seis meses a temperaturas templadas y 130 días en zona tropical. Se degrada más rápidamente en un medio ácido que alcalino. Se volatiliza con facilidad, al tener una baja constante de la ley de Henry. En agua, se adsorbe parcialmente en el sedimento; en la zona superficial la fotólisis lo degrada casi totalmente en un plazo de un día. La biodegradación en agua es lenta.
Es poco probable la absorción de ametrina durante su aplicación, siendo más probable al circular por campos recientemente tratados. Se lo considera sólo ligeramente tóxico para el ser humano.

## Sinónimos comerciales
- Ametrex
- Ametryn
- Evik
- G 34162
- Gesapax